# Дворцов преврат от 1762 година
Дворцовият преврат от 28 юни (9 юли нов стил) 1762 година е един от поредицата дворцови преврати в Русия от XVIII век, в резултат на който император Петър III е свален от трона и съпругата му Екатерина II се възкачва на престола.
Държавният преврат от 1762 година има значителни разлики от предишните дворцови преврати, надхвърляйки по измерението си „стените на двореца“ и границите на гвардейските казарми, спечелвайки безпрецедентна широка подкрепа от различни слоеве от населението на столицата и Русия. Екатерина, която подкрепя узурпацията на властта, си спечелва епитета „Велика“, даван само на още един монарх в руската история – Петър Велики.

## Причини
След след смъртта на Елисавета Петровна Петър III експресно върши редица действия, които предизвикват негативно отношение на офицерския корпус към него и подозрения в предателство към народните интереси:
1. отказ от всички руски завоевания по време на Седемгодишната война – сключване на неизгоден за Русия мирен договор с Прусия с връщане на последната от Русия на окупираните ѝ земи, включително Източна Прусия, които „милостиви актове“ стават ноторно известни в историографията като „чудото на Бранденбургския дом“;  като по този начин се обезсмислят всички загуби понесени от руската армия и не само по време на войната;
2. подготовка за династична война с Дания за Шлезвиг, която за офицерския корпус е напълно безсмислена за Русия, като по този начин в съюз с Прусия Русия се противопоставя на своя дългогодишен съюзник Дания заради Шлезвиг. Шлезвиг е отнет от предците на император Петър III, като самият император възнамерява да тръгне на поход начело на руската гвардия за отвоюването на Шлезвиг;
3. неуважително отношение към Православната църква – Петър III обявява секвестирането на имуществото на Руската православна църква; премахването на монашеската собственост върху земята, споделяйки свои планове за реформа на църковните обреди със забраната на иконите.

Към всичко това се добавя и капризния характер на императора – участник в неприлични забавления. По-късно мемоаристите го характеризират като невеж и малоумен русофоб, напълно неспособен да управлява, камо ли империя като Русия. На неговия фон Екатерина изглежда повече от благоприлично – умна, начетена, редовно посещаваща църковни служби и благосклонна към висшата аристокрация, за разлика от съпруга си.

## Повод
Като повод за преврата служи заявлението на Петър към Екатерина, че ще се разведе с нея, за да се ожени за любимата си Елисавета Воронцова. Петър се отнася изключително грубо към съпругата си и на 30 април, по време на галавечеря по случай сключването на мира с Прусия, има публичен скандал. Императорът, в присъствието на целия дворцов и дипломатически корпус, нарича пред всички на масата Екатерина на френски «folle» (глупачка, луда жена) и Екатерина се разплаква. Причина за обидата е нежеланието на Екатерина да пие на тост от Петър III, след което враждебността между съпрузите достига кулминацията си. Вечерта на същия ден императорът издава заповед да арестуват императрицата и само намесата на фелдмаршал Георг Лудвиг фон Шлезвиг-Холщайн-Готорп, вуйчо на Екатерина и брат на майка ѝ, спасява Екатерина.

## Конспиратори
В заверата и подготовката на заговора най-активни са тримата братя Орлови (от които най-големият е любовник на Екатерина и баща на детето ѝ) и гвардейските офицери начело лайбгвардейските Измайловски и Преображенски полкове. Сред висшите имперски сановници най-предприемчиви в заверата са Никита Панин като възпитател на младия Павел Петрович и бъдещият московски губернатор Михаил Волконски. В последния момент инициативата е подкрепена от Кирил Разумовски, хетман на Войско Запорожское и президент на Руската академия на науките, който е и любимец–фаворит на своя Лайбгвардейски Измайловски полк.
Детронирането на Петър III не е без чуждестранна логистика според някои автори. Те твърдят, че Екатерина се обръща проформа с искане за финансова подкрепа към французите и британците, с цел да сондира намеренията им. Французите се отнасят с недоверие към искането ѝ да заеме 60 хиляди рубли, не вярвайки в сериозността на плана ѝ, докато британците заради Хановер и изпращат 100 хиляди рубли, което впоследствие вероятно повлиява на отношението ѝ към Англия и Прусия и тя изтегля руските войски от Прусия, позволявайки да се случи т.нар. чудо на Бранденбургския дом.

## Развитие на заверата
До май 1762 г. промяната на настроението в столицата Санкт Петербург е толкова очевидна, че императорът е посъветван от всички страни да вземе мерки за предотвратяване на възможен заговор, но Петър Фьодорович не осъзнава сериозността на положението си. През май императорът, както обикновено, напуска столицата и се установява в Ораниенбаум, след което положението се успокоява само за да допринесе за окончателната подготовка на заговорниците, които решават да нанесат решителния си удар в момента когато императорът тръгне с армията си към бреговете на Дания.
Датската кампания е планирана за юни. Императорът решава да отложи похода на войските, за да отпразнува именния си ден. Сутринта на 28 юни 1762 г., в навечерието на Петровден, императорът със свитата си тръгва от Ораниенбаум, негова селска резиденция, към Петерхоф, където трябва да се проведе тържествена вечеря в чест на съименника на императора. В навечерието на тържеството в Санкт Петербург се пуска слух, че Екатерина е арестувана, след което започват вълнения в гвардията и един от участниците в заговора, капитан Петър Пасек е арестуван по донос на Петър Измайлов. Братя Орлови се опасяват, че заговорът е разкрит.
В Петерхоф Петър III трябва да бъде посрещнат от съпругата си, защото по протокол императрицата е организатор на тържествата, но до пристигането на двора тя изчезва. След малко става ясно, че Екатерина е напуснала Санкт Петербург рано сутринта в карета с Алексей Орлов, който пристига при нея с новината, че събитията са взели критичен обрат и вече не е възможно да бъдат отлагани. Гвардейските офицери, лоялни към Екатерина, заклеват личния си състав от полковете във вярност към „императрица и самодържец на цяла Русия“. С напредването на събитията все повече офицери и личен състав от лайбгвардейските полкове на „негово величество“ преминават на страната на „нейно величество“ и след като и Сенатът със Светия Синод вземат ясно страна, лайбгвардейците се отправят към Петерхоф. Начело на лайбгвардейците застава императрицата и императорът с характерното си малодушие научавайки за приближаването на гвардията водена от Екатерина отплава за Кронщат с целия императорски двор, придворни дами и т.н. В Кронщат обаче го очаква най-голямата изненада, благодарение на бързината на адмирал Иван Тализин който вече се е заклел във вярност на Екатерина – държавният глава е арестуван с обвинение в държавна измяна заради поставяне на личните над държавните интереси. В резултат от ареста Петър II напълно губи духа си и подписва абдикацията си на 12 юли 1762 година, след което е и убит при неясни обстоятелства.

## Последствия
Скоро след узурпирането на трона от Екатерина, тя елиминира останалите претенденти – Иван VI, който е държан в затвора през 1764 г., и самозванката Княжна Тараканова през декември 1775 г. Въпреки това призракът на покойния й съпруг я преследва със селска война 1773-1775 провокирана от донския казак и самозванец Емелян Пугачов.